# OceanGate
OceanGate – amerykańskie przedsiębiorstwo założone w 2009 roku przez Stocktona Rusha i Guillermo Söhnleina, produkujące batyskafy do eksploracji głębin morza i oferujące rejsy turystyczne i badawcze na dno morza. Siedziba firmy mieści się w Everett w amerykańskim stanie Waszyngton. 
Przedsiębiorstwo początkowo posiadało dwa batyskafy: Antipodes i Cyclops 1. Na pokładzie Cyclopsa 1 zorganizowano między innymi rejs badawczy do wraku statku Andrea Doria.  
W 2017 zapowiedziano utworzenie batyskafu, który miał mieć możliwość zejścia do około 4000 metrów poniżej poziomu morza. Początkowo model był nazywany Cyclops 2, następnie nadano mu nazwę Titan. Ogłoszono wówczas plan wyprawy na dno północnego Atlantyku w celu oględzin wraku statku RMS Titanic. Pierwsza wyprawa była planowana pierwotnie na 2018, następnie na 2019 i 2020. W 2018 roku jeden z dyrektorów firmy David Lochbridge sporządził raport, w którym krytykował niedostateczne jego zdaniem bezpieczeństwo statku Tytan. Lochbridge został zwolniony i wytoczył OceanGate proces twierdząc, że jego zwolnienie było niezgodne z przepisami prawa pracy. 
W 2021 roku firma w końcu rozpoczęła organizacje rejsów turystycznych na nowym batyskafie Titan, na dno północnego Atlantyku w celu oględzin wraku RMS Titanic. Jedna wyprawa miała miejsce w 2021, kolejna w 2022. Obie były udane. Rejs w 2022 trwał około 8 godzin, 2,5 godziny na zejście na dno i 2,5 godziny na powrót, uczestnicy wyprawy zapłacili po 250 tysięcy dolarów za udział. Po zejściu na dno nakręcono minutowy film przedstawiający wrak.  
Osiemnastego czerwca 2023 rozpoczęła się trzecia wyprawa. Po dwóch godzinach statek, z którego batyskaf został zrzucony do wody utracił z nim kontakt. 4 dni później odnaleziono szczątki Titana i stwierdzono oficjalnie, że pięcioosobowa załoga (Stockton Rush, Hamish Harding, Paul-Henri Nargeolet, Shahzada Dawood, Suleman Dawood) nie żyje. 
14 lipca 2023 firma usunęła wszystkie swoje konta w mediach społecznościowych, a na ich stronie internetowej opublikowano czarną planszę z informacją o zawieszeniu wszystkich rejsów.